# Pierdavide Carone

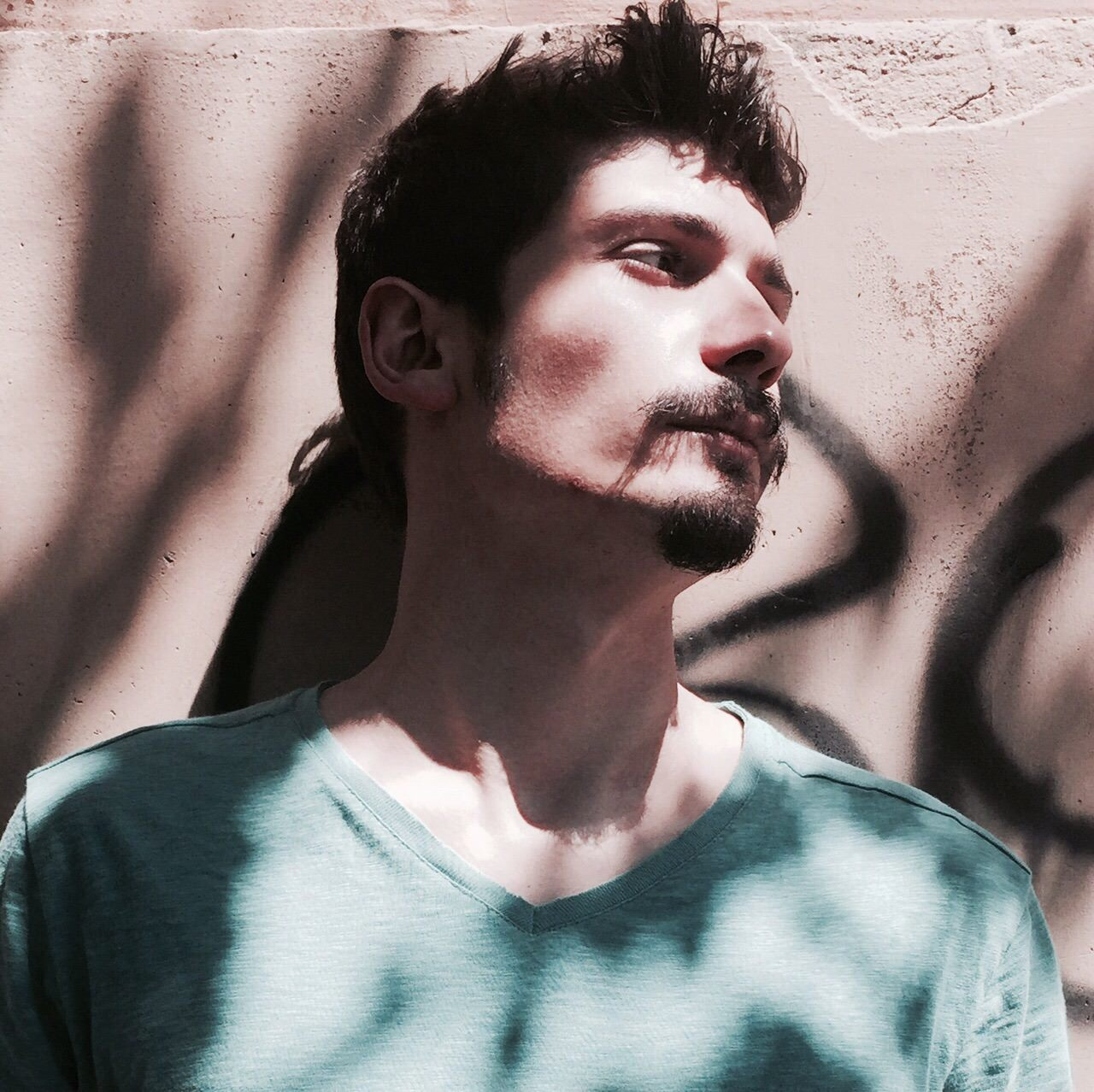
Pierdavide Carone

Pierdavide Carone (* 30. Juni 1988 in Rom) ist ein italienischer Popsänger und Songwriter. Einem breiten Publikum wurde er durch seine Teilnahme an der neunten Staffel der Castingshow Amici di Maria De Filippi bekannt, bei der er Anfang 2010 den dritten Rang erreichte.

## Werdegang
Geboren in Rom, wuchs Carone in Palagianello (Provinz Tarent) auf. Früh betätigte er sich als Songwriter und so nahm er 2009 mit eigenen Liedern an der Castingshow Amici teil. Im Rahmen der Show veröffentlichte er auch das Tagebuch I sogni fanno rima. Noch vor dem Amici-Finale schrieb Carone das Lied Per tutte le volte che, mit dem Valerio Scanu, Amici-Abgänger des Vorjahres, das Sanremo-Festival 2010 gewann. Carone selbst erreichte in der Castingshow den dritten Platz. Er debütierte mit der EP Una canzone pop und erreichte Platz eins der italienischen Charts. Auch seine erste Single Di notte kam auf Platz eins. Ende 2010 legte er mit dem Album Distrattamente nach, doch er konnte nicht mehr an den vorherigen Erfolg anschließen.
Im Jahr 2012 nahm er zusammen mit Lucio Dalla selbst am Sanremo-Festival teil. Das Lied Nanì erreichte im Wettbewerb den fünften Platz und kündigte das neue Album Nanì e altri racconti… an, das von Dalla produziert wurde (der Cantautore verstarb wenige Tage nach der Festivalteilnahme). Bei einem Spezialwettbewerb innerhalb der zehnten Amici-Ausgabe trat Carone 2012 noch einmal gegen andere ehemalige Teilnehmer der Castingshow an. 2015 meldete er sich mit der Single Il filo zurück, der 2016 Il sole per sempre folgte.
Im Dezember 2018 veröffentlichte Carone gemeinsam mit der Band Dear Jack das Lied Caramelle, das sowohl beim Publikum als auch bei der Kritik positive Resonanz fand. Nach einer krankheitsbedingten Pause kehrte er im Mai 2020 mit der Single Forza e coraggio! zurück, deren Erlöse teilweise dem Humanitas-Krankenhaus in Rozzano zugutekamen.
Im Jahr 2021 erschienen die Lieder Buonanotte und Malgrado le apparenze, die das am 28. Mai erschienene Album Casa einleiteten.
Im April 2023 kandidierte Carone bei den Kommunalwahlen in Palagianello für die Liste „Palagianello bene comune“. Ende des Jahres war er als Gastsänger in Ci credi ancora von Vincenzo Capua zu hören.
Im Januar 2025 gewann er die dritte Staffel der Musiksendung Ora o mai più auf Rai 1 und präsentierte dort den Titel Non ce l’ho con te. Am 8. März nahm er zudem am ersten San Marino Song Contest 2025 teil, bei dem er mit Mi vuoi sposare? den elften Platz belegte und den Kritikerpreis für den besten Song erhielt.

## Diskografie
Alben

| Jahr | Titel                  | Höchstplatzierung, Gesamtwochen, AuszeichnungChartsChartplatzierungen (Jahr, Titel, Platzierungen, Wochen, Auszeichnungen, Anmerkungen) | Anmerkungen              |
| Jahr | Titel                  | IT | Anmerkungen              |
| ---- | ---------------------- | --- | ------------------------ |
| 2010 | Una canzone pop        | IT1 ×2Doppelplatin · (29 Wo.)IT | Sony Verkäufe: + 140.000 |
| 2010 | Distrattamente         | IT13 (9 Wo.)IT | Sony                     |
| 2012 | Nanì e altri racconti… | IT12 (18 Wo.)IT | Sony                     |
| 2021 | Casa                   | IT55 (1 Wo.)IT |                          |
| 2024 | Carone                 | IT—IT |                          |

Lieder

| Jahr | Titel Album                              | Höchstplatzierung, Gesamtwochen, AuszeichnungChartsChartplatzierungen (Jahr, Titel, Album, Platzierungen, Wochen, Auszeichnungen, Anmerkungen) | Anmerkungen        |
| Jahr | Titel Album                              | IT | Anmerkungen        |
| ---- | ---------------------------------------- | --- | ------------------ |
| 2010 | Di notte Una canzone pop                 | IT1 Gold · (25 Wo.)IT | Verkäufe: + 15.000 |
| 2010 | La ballata dell’ospedale Una canzone pop | IT16 (2 Wo.)IT |                    |
| 2010 | Trallallero rullalà Una canzone pop      | IT23 (1 Wo.)IT |                    |
| 2010 | Una canzone pop                          | IT39 (1 Wo.)IT |                    |
| 2010 | Il ballo dell’estate Una canzone pop     | IT42 (1 Wo.)IT |                    |
| 2010 | Guarda caso Una canzone pop              | IT47 (1 Wo.)IT |                    |
| 2012 | Nanì Nanì e altri racconti…              | IT11 (8 Wo.)IT | feat. Lucio Dalla  |
| 2012 | Basta così Nanì e altri racconti…        | IT30 (7 Wo.)IT |                    |
| 2012 | Tra il male e Dio Nanì e altri racconti… | IT88 (1 Wo.)IT |                    |

- Mi piaci… ma non troppo (2010)
- La prima volta (2010)
- Dammela… la mano (2011)
- Volo a Rio (2011; aus dem Soundtrack zu Rio)
- Il filo (2015)
- Sole per sempre (2016)
- Caramelle (2018) (mit Dear Jack)

## Bibliografie
- I sogni fanno rima. Il primo diario di «Amici». Mondadori, 2010, ISBN 978-88-04-59667-7.

## Belege
1. ↑  Pierdavide Carone. Abgerufen am 11. August 2025.
2. ↑  Alben von Pierdavide Carone. In: Italiancharts.com. Hung Medien, abgerufen am 15. November 2016.
3. 1 2  Auszeichnungen für Pierdavide Carone. FIMI, abgerufen am 15. November 2016 (italienisch).
4. ↑  Guido Racca & Chartitalia: Top 100 FIMI Singoli. Lulu, 2013, S. 76 f.

| Personendaten    | Personendaten                          |
| ---------------- | -------------------------------------- |
| NAME             | Carone, Pierdavide                     |
| KURZBESCHREIBUNG | italienischer Popsänger und Songwriter |
| GEBURTSDATUM     | 30. Juni 1988                          |
| GEBURTSORT       | Rom                                    |